# قرار مجلس الأمن التابع للأمم المتحدة رقم 122
اعتمد قرار مجلس الأمن التابع للأمم المتحدة رقم 122 في 24 يناير 1957، وهو يتعلق بالنزاع القائم بين حكومتي الهند وباكستان بشأن أراضي جامو وكشمير. وكانت هذه أول ثلاثة قرارات أمنية في عام 1957 (إلى جانب القرارين 123 و126) للتعامل مع النزاع بين البلدين. ويعلن القرار ان الجمعية التي اقترحها المؤتمر الوطنى لجامو وكشمير لا يمكن ان تشكل حلا للمشكلة على النحو المحدد في قرار مجلس الأمن الدولى رقم 91 الذي تم تبنيه قبل ست سنوات تقريبا.
وكان القرار 122 قد تم تمريره بأغلبية عشرة أصوات مقابل لا شيء مع امتناع الاتحاد السوفيتي عن التصويت.